# Tomaszów Lubelski
Tomaszów Lubelski är en stad i Lublins vojvodskap i sydöstra Polen. Tomaszów Lubelski, som erhöll stadsprivilegier år 1621, har 19 991 invånare.
Under andra världskriget deporterades stadens judiska invånare till förintelselägret Bełżec.